# Малинин, Аркадий Викторович
Аркадий Викторович Малинин (1898—?) — начальник Инспекции по котлонадзору НКВД СССР.

## Биография
Родился в русской семье фельдшера, беспартийный. Аспирант Московского НИИ охраны труда с 1929 до 1930.
Помощник машиниста на станции Люблино с 1915 до 1918. Приёмщик специальных углей для миноносцев Чрезвычайного управления снабжения армии в 1919. Заведующий развесочной в Московском отделе пленных и беженцев с 1919 до 1920. Работал на различных предприятиях в Москве с 1920 до 1922. Преподаватель Практического института в Москве с 1922 до 1923. Инженер Первого государственного завода на станции Пекша с 1923 до 1927. Инженер коммунального отдела Александровского РИК с 1927 до 1928, затем главный механик там же с 1931 до 1932. Инспектор Ивановского областного СПС с 1932 до 1936.
В органах НКВД старший инженер сектора мобилизации внутренних ресурсов ГУЛаг НКВД СССР с 1 декабря 1936 до 21 июля 1937, затем старший инспектор отделения материалов и горючего отдела технического снабжения ГУЛаг НКВД СССР до 4 октября 1937. Старший инспектор, затем исполняющий обязанности заместителя начальника, исполняющий обязанности начальника Инспекции по котлонадзору НКВД СССР до 1939. Вернулся на должность старшего инспектора там же, где и работал до увольнения. Уволен из НКВД 22 февраля 1939.